# الكو داوود
أليكو داوود ممثل ومؤدي صوت لبناني.

## أعماله

### المسلسلات
- مسلسل الشحرورة
- مسلسل  للحب وجه أخر
- مسلسل بيت خالتي
- سمرا
- طريق
- بروفا
- أسود

## روابط خارجية
- الكو داوود على موقع قاعدة بيانات الأفلام العربية